# Peter Revson
Peter Revson, (n. 27 februarie 1939 - d. 22 martie 1974) a fost un pilot de curse auto american, care a concurat în Campionatul Mondial de Formula 1 între 1964 si 1974.
1. ↑  Peter Revson, Find a Grave, accesat în 9 octombrie 2017
2. ↑  Peter Jeffrey Revson, The Peerage, accesat în 9 octombrie 2017
3. ↑  Find a Grave, accesat în 18 iunie 2024
4. 1 2  The Peerage